# Montillières-sur-Orne
Montillières-sur-Orne é uma comuna francesa na região administrativa da Normandia, no departamento de Calvados. Estende-se por uma área de 9.31 km². Em 2010 a comuna tinha 598 habitantes (densidade: 64,2 hab./km²).
Foi criada em 1 de janeiro de 2019, a partir da fusão das antigas comunas de Trois-Monts e Goupillières.